# ویلیام گروت
ویلیام گروت (انگلیسی: William Grut; ۱۷ سپتامبر ۱۹۱۴ – ۲۰ نوامبر ۲۰۱۲) ورزشکار پنج‌گانه مدرن اهل سوئد بود.
وی در مسابقات کشوری و بین‌المللی در مجموع برندهٔ ۱ مدال طلا شده‌است.